# Рядовий першого класу

Нашивка рядового першого класу армії США

Нашивка рядового першого класу морської піхоти США

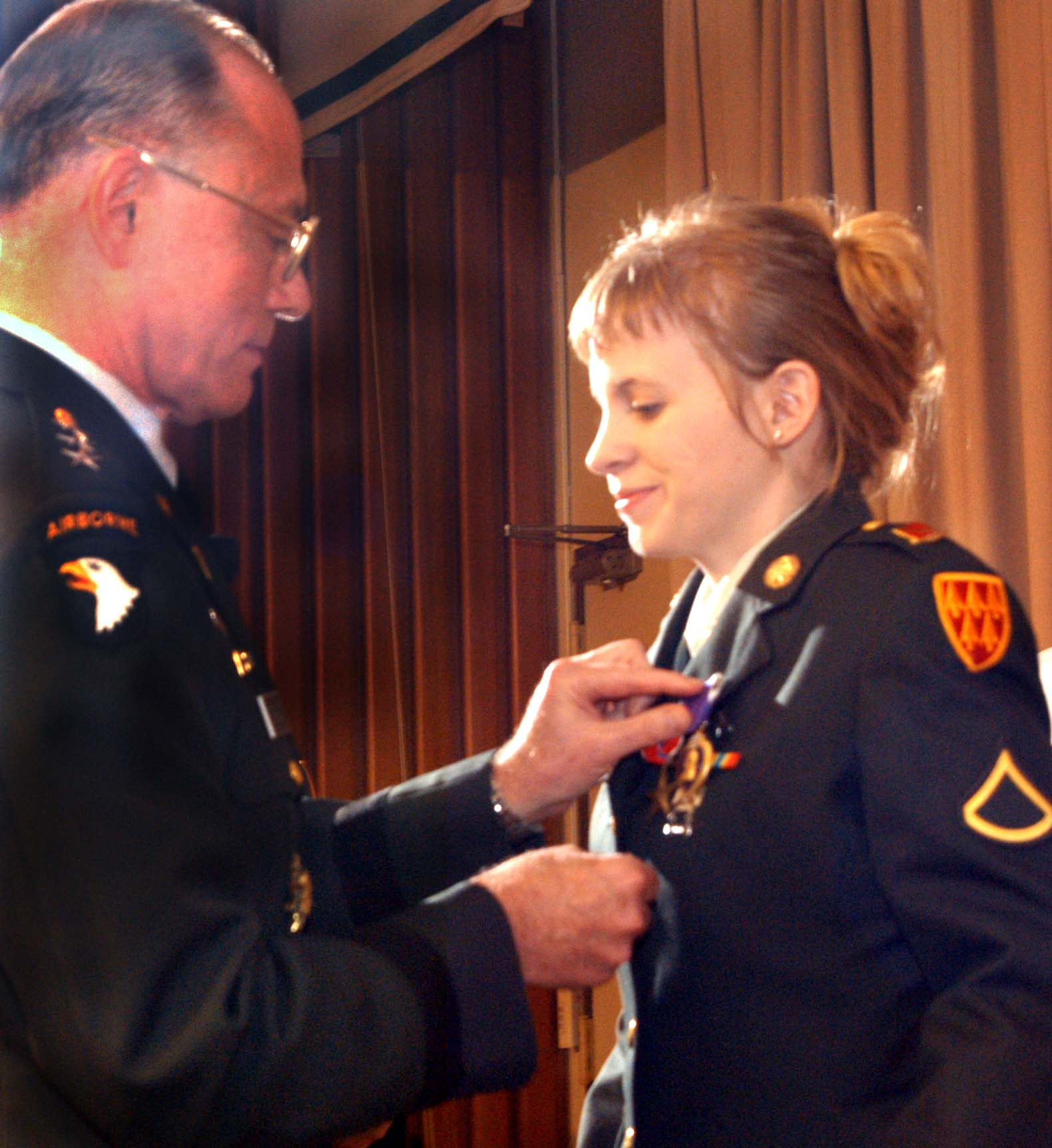
Нагородження рядового першого класу Джессіки Лінч Бронзовою Зіркою, Пурпурним Серцем та медаллю військовополоненого

Рядови́й пе́ршого кла́су (англ. Private First Class, PFC) — військове звання рядового (солдатського) складу Збройних сил США та деяких інших країн.
В армії США це звання займає третій ступінь у військовій ієрархії, після рядових (PV1 та PV2), а в Корпусі морської піхоти — другий ступінь, після рядового (Pvt).
У системі військових звань НАТО дорівнює званню NATO Rank Grade OR-3.
У Збройних силах України дорівнює званню старший солдат. В системі військових звань Збройних сил Російської Федерації це звання еквівалентне званню єфрейтора, а в Народній армії В'єтнаму — це звання (в'єт. Binh nhất) знаходиться після військового звання «рядовий другого класу».